# Grande Nevka
Ne doit pas être confondu avec Grande Neva.
La Grande Nevka (en russe : Больша́я Не́вка, Bolchaïa Nevka) est le principal bras droit de la Neva, qui débute à quelque 500 mètres en aval du pont Liteïny à Saint-Pétersbourg pour se jeter dans la baie de la Néva. Un peu plus en aval, à la hauteur de l'île Kamenny, il se subdivise en « Grande Nevka » et « Petite Nevka ». Encore plus en aval, au niveau de l'île Elaguine, il donne naissance à la « Moyenne Nevka », puis finit sa course dans le chenal Elaguine en rejoignant la baie de la Néva.

## Monument sur la Nevka
Le croiseur Aurore, symbole de la révolution d'Octobre 1917, est ancré au début de la Grande Nevka.